# Neoplocaederus francqueni
Neoplocaederus francqueni là một loài bọ cánh cứng trong họ Cerambycidae.